# Maximilian Oberst

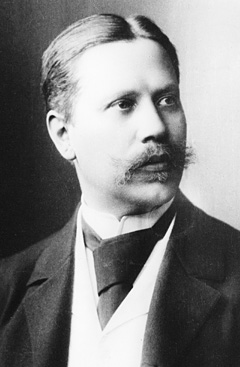
Maximilian Oberst

Maximilian Oberst (* 6. Oktober 1849 in Regensburg; † 18. November 1925 in Halle) war ein deutscher Chirurg und Hochschullehrer.

## Leben
Oberst studierte Medizin an der Ludwig-Maximilians-Universität München und wurde 1869 im Corps Isaria aktiv. 1874 approbiert, war er von 1874 bis 1877 Assistenzarzt in der chirurgischen Klinik Augsburg. Im Jahr 1876 wurde er in Erlangen promoviert. 1877 arbeitete er als Assistent in Halle unter Richard von Volkmann.
Im Jahr 1881 habilitierte Oberst sich über die Einflüsse antiseptischer Behandlung nach Amputationen. 1884 wurde er apl. Professor. Im Dreikaiserjahr beschrieb er die später nach ihm benannte Leitungsanästhesie (Oberst-Block) am Finger. Bis 1894 war er Leiter der chirurgischen Poliklinik der Universität Halle. 1889/1890 baute Max Oberst die perineurale Leitungsanästhesie methodisch aus.
Von 1894 bis 1920 war er Leiter und Chefarzt des Krankenhauses Bergmannstrost in Halle. 1919 wurde er zum o. Professor ernannt.

## Ehrungen
- Hausorden Albrechts des Bären, Ritter 1. Klasse
- Roter Adlerorden IV. Klasse.